# Смотрич (село)
Смо́трич (до 1946 — Татариски) — село в Україні, в Кам'янець-Подільській міській територіальній громаді Кам'янець-Подільського району Хмельницької області.

## Назва
Історична назва — «Татариски». Перейменовано 7 березня 1946 року Указом Президії Верховної Ради УРСР. При перейменуванні села йому надано назву річки, на березі якої воно розташувалося. Первісна назва села «Татариски» пов'язана з тим, що можливо початково поселення було заселене чи засноване татарами.

## Географія
Приміське село міста Кам'янець-Подільський на його південній околиці, через міст Лань що біжить. Село розташоване біля річки Смотрич та Смотрицького каньйону. Через село проходить автошлях національного значення Н03.

### Клімат
Смотрич знаходяться в межах вологого континентального клімату із теплим літом, але діяльність людини призводить до поганих змін та глобального потепління. Рівень наповнення річок водою по області становить лише 20 % від необхідного стандарту, значна частина земної поверхні стає посушливою. Для покращення ситуації варто було б відновлювати екосистеми та лісові насадження.

## Історія

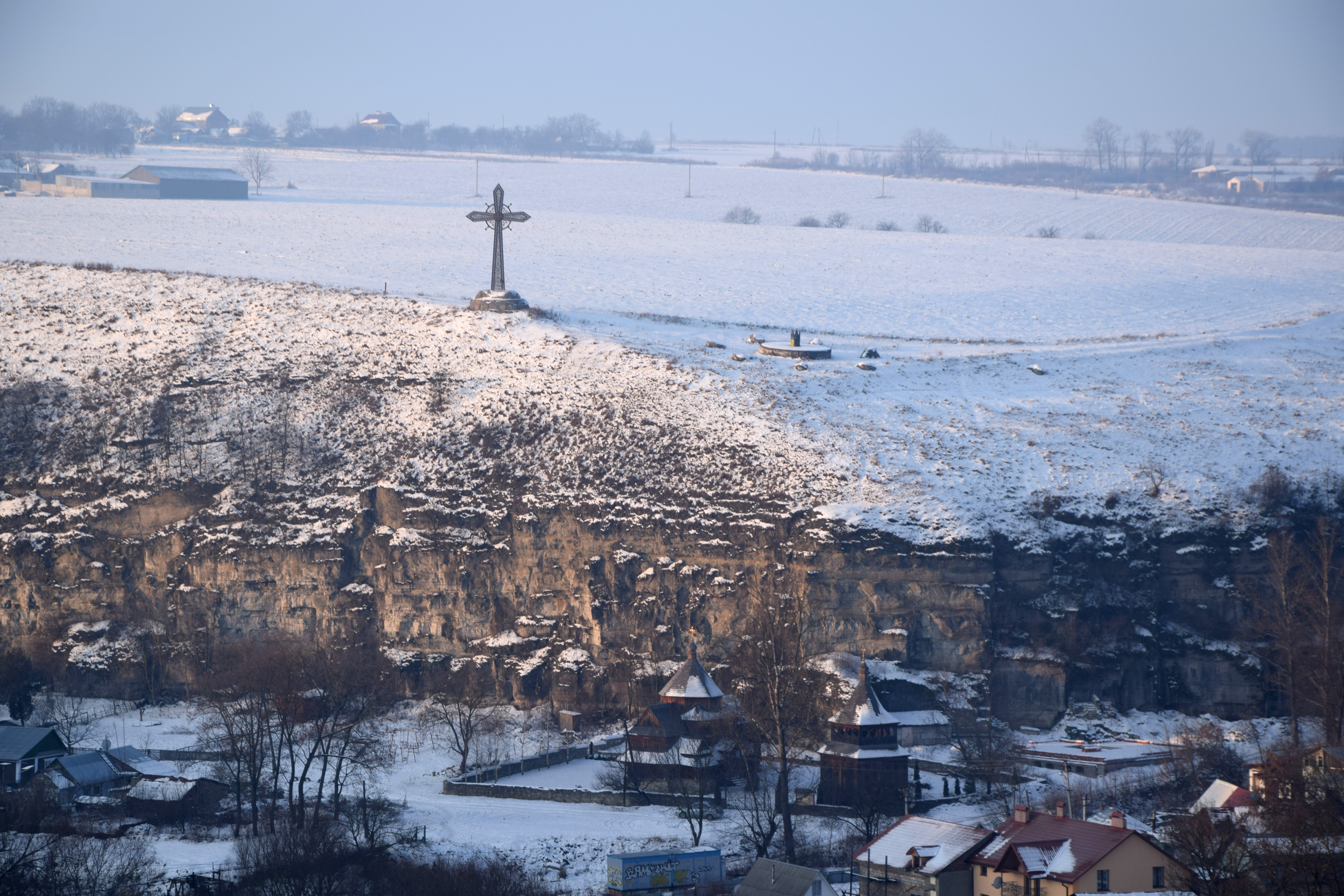
Західне урочище Татариски

У податкових списках 1530—1542 є село Татари. Це, найімовірніше, майбутні Татариски. Тоді там нараховувалося 0,5 лана. Згідно з люстрацією Кам'янецького староства 1565, Татариски (або Татарища) були неначе наново заселеним поселенням: з 15 людей, що там мешкали, тільки два платили чинш, а решта «висиджували свободу»: хто 2 роки, а хто — 7 і 8. З них один був отаманом. За податковими списками нараховувався тут 1 лан, доходу набігало 7 злотих. Люстрація Кам'янецького староства, проведена 1566, повідомляє про село Татарища таке: «У тому селі люди нічого не дають, вони ще мають волю, тому що заново осіли. Їх є 13. Крім них, 2 чоловіки дають по 30 грошей; усе становить 2 флорини. Усі дають подимного по 2 гроша, що становить 1 флорин. Уся сума — 3 флорини». І пізніше Татариски не піднімалися до значного поселення. Виною цьому було сусідство Кам'янця: це прикордонне місто манило до себе жадібних хижаків, які, не маючи змоги здобути місто, спустошували його околиці.
1746 Татариски мали всього 12 дворів. 1789 число дворів у Татарисках, які звали ще Вітівкою, досягло 55. 1795 Татариски отримав граф Аркадій Іванович Морков. 1820 тут нараховувалося 70 підданих, 1871 — 108 селян і 2 чиншовики. 1893 територія цього поселення розподілялася так: у Миколи Володимировича Римського-Корсакова — 1,5 десятини, у міщан Петра Йосиповича Скварського та Мартина Андрійовича Зюбрицького — 57 десятин, у товариства селян (31 хазяїн) на правах приватних власників — 90 десятин, у селянського товариства — 226 десятин. Дворів 57, жителів 315.
1895 у Татарисках відкрито школу грамоти. Вона мала окреме приміщення.
Як повідомляє довідник Олександра Крилова «Населені місця Подільської губернії» (Кам'янець-Подільський, 1905), Татариски входили до Довжоцької волості. Тут було 72 двори, 414 мешканців. Розташовувалися Татариски в трьох верстах від Кам'янця-Подільського та в трьох верстах від Довжку. Згідно з працею «Населені місця Поділля» (Вінниця, 1925), у селі Татариски було 143 господарства, 615 мешканців, 320 десятин землі в користуванні.
Внаслідок поразки визвольних змагань на початку XX століття, село надовго окуповане російсько-більшовицькими загарбниками.
Радянська окупація принесла колективізацію та розкуркулення, мешканці села зазнали репресій.
В 1932–1933 селяни села пережили сталінський голодомор.
Після завершення Другої світової війни у 1946—1947 роках мешканці села вчергове пережили голод.
У 1946 році відповідно до радянської політики змінено на нейтральну назву «Смотрич». Комуністичній владі у немилість потрапили назви інших народів, у різний час було вилучено практично усі назви поселень, в основах яких звучали як давні, так і новітні етноніми. Виняток було зроблено лише для етноніма «російський». Так село Татариски стало селом Смотрич.
Через ухвали Хмельницького облвиконкому від 12 січня 1967 року про об'єднання населених пунктів, які злилися, до Смотрича приєднано село Кубачівка. Перша згадка про яке є в документах 1460 року, в дозволі польського короля Казимира IV Ягеллончика збирати десятину на користь кам'янецьких біскупів. Давні варіанти назви села: Кобачівка, Кубачівці. До 11 серпня 1954 року, була центром Кубачівської сільської ради.

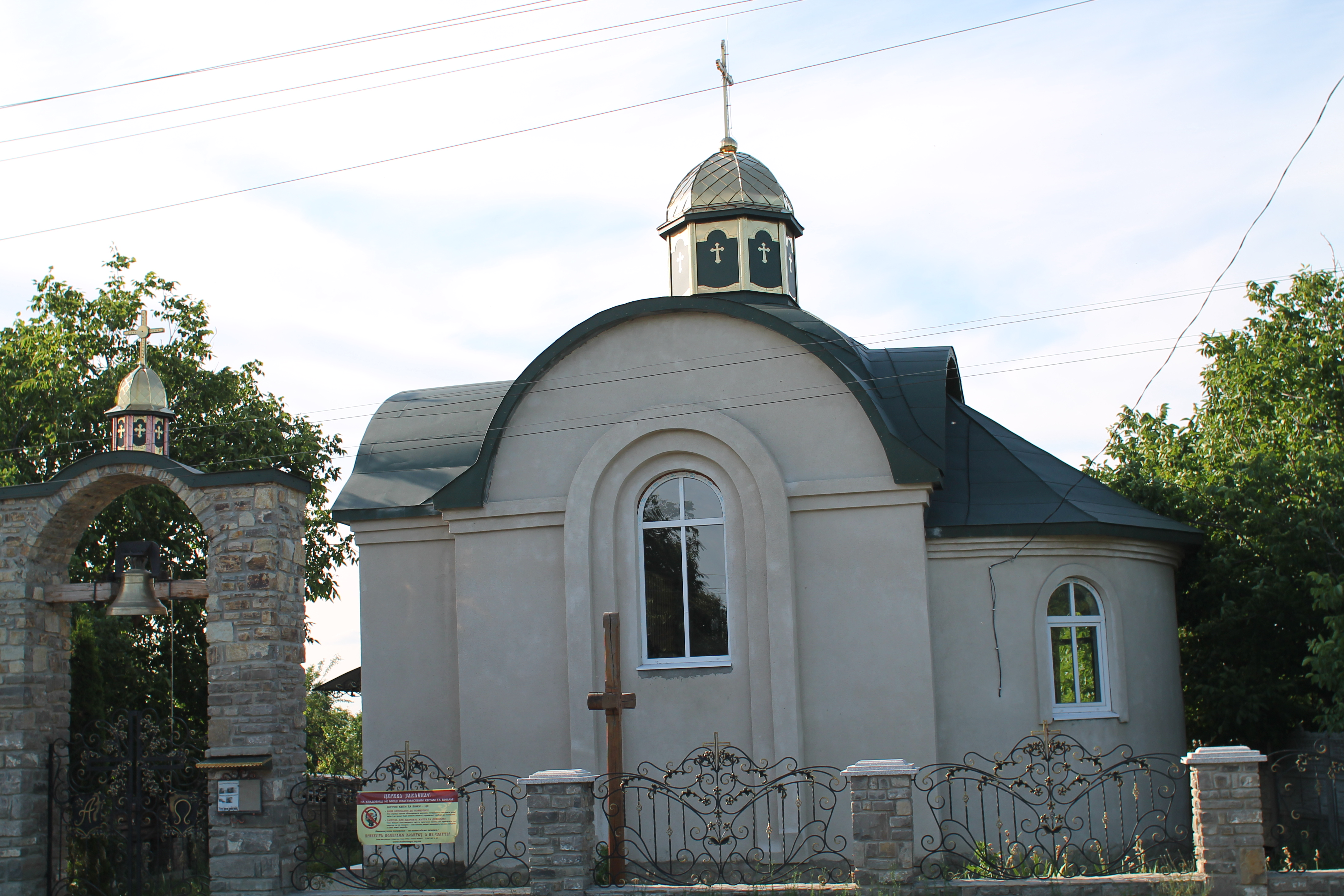
Церква Воздвиження Чесного Хреста

З 1991 року в складі незалежної України.
17 вересня 2017 року освячений храм УГКЦ Воздвиження Чесного Хреста.
З 12 червня 2020 року в результаті адміністративно-територіальної реформи входить до складу Кам'янець-Подільської міської громади. Об'єднання в громаду має створити умови для формування ефективної і відповідальної місцевої влади, яка зможе забезпечити комфортне та безпечне середовище для проживання людей.

## Населення
Кількість наявного населення за переписом 1989 року в селі склало 1409 осіб.
За переписом населення України 2001 року в селі мешкало 1244 осіб.
Згідно перепису 2015 року селі проживало 1355 осіб, населення села скоротилось на 3,83 % порівняно зі 1989 роком.

### Мова
У селі поширені західноподільська говірка та південноподільська говірка, що відносяться до подільського говору, який належить до південно-західного наріччя.
Розподіл населення за рідною мовою за даними перепису 2001 року:
| Мова       | Кількість | Відсоток |
| ---------- | --------- | -------- |
| українська | 1231      | 98.17 %  |
| російська  | 22        | 1.75 %   |
| болгарська | 1         | 0.08 %   |
| Усього     | 1254      | 100 %    |

## Охорона природи
Село лежить у межах національного природного парку «Подільські Товтри».